# Araucaria nemorosa
Araucaria nemorosa är en barrträdart som beskrevs av De Laub. Araucaria nemorosa ingår i släktet Araucaria och familjen Araucariaceae. Inga underarter finns listade i Catalogue of Life.
Denna växt förekommer endemisk i södra Nya Kaledonien. Arten växer i områden som ligger 20 till 185 meter över havet. Trädet hittas ensam eller i små grupper och det ingår i städsegröna skogar som kan vara täta eller öppna. Araucaria nemorosa hittas även i buskskogar.
Beståndet hotas av bränder och av skogarnas omvandling till gruvdriftsområden. IUCN kategoriserar arten globalt som akut hotad.

## Bildgalleri

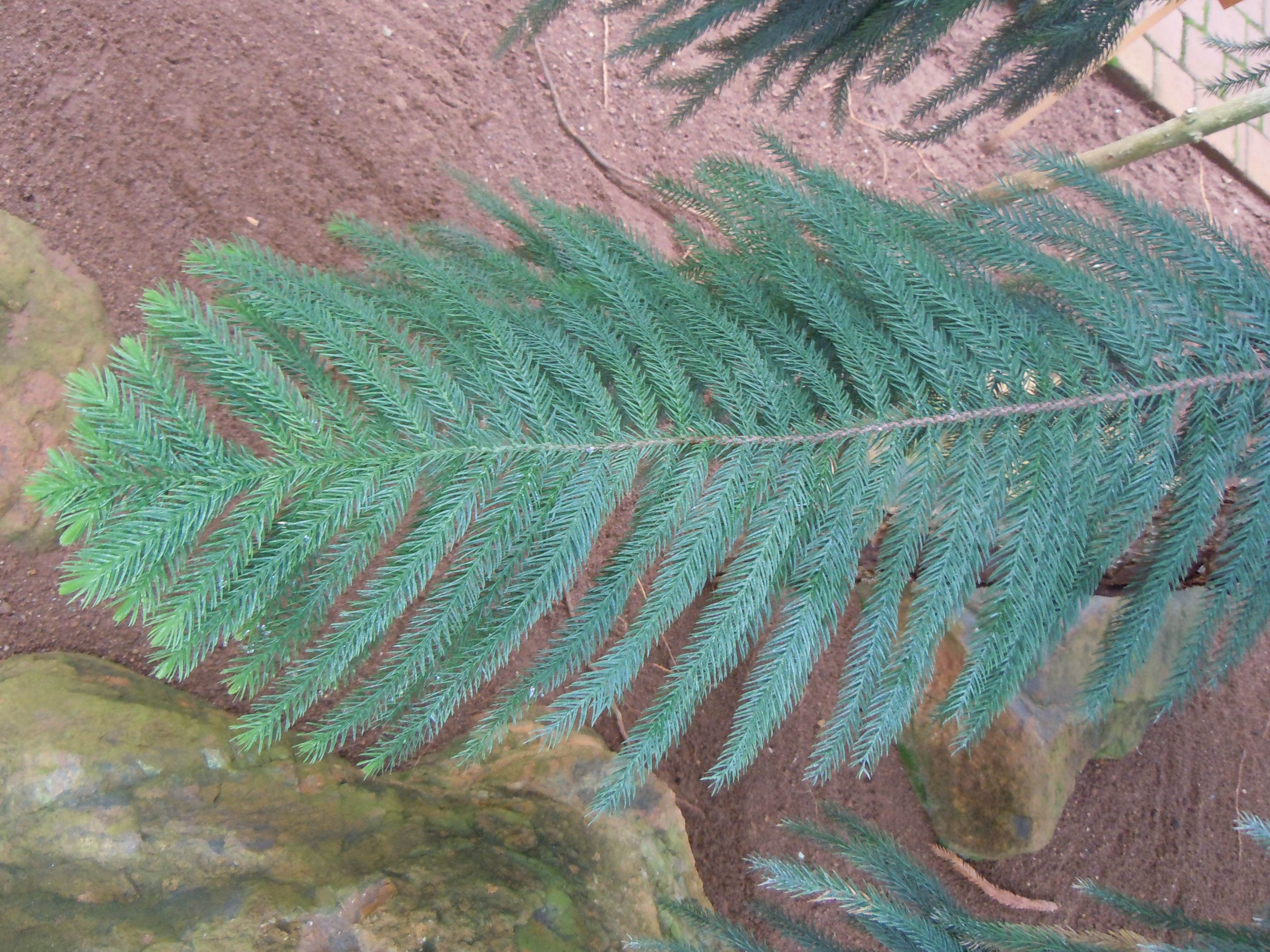